# Сирос-Ермуполи
Сирос-Ермуполи (грч. Σύρος-Ερμούπολη) општина је у Грчкој. По подацима из 2011. године број становника у општини је био 21.507.

## Становништво
| 2011.  |
| ------ |
| 21.507 |